# Zgierz
Zgierz (v letech 1943–1945 Görnau, česky historicky Zhoř) je okresní město v Polsku v Lodžském vojvodství. Nachází se asi 150 km jižně od Varšavy a 5 km severně od Lodže na řece Bzura. Bylo založeno v roce 1131. V roce 2024 zde žilo 53 261 obyvatel, rozloha města činí 42,33 km².

## Osobnosti
- Samuel Schwarz (1880–1953) – polský důlní inženýr, archeolog a historik židovské diaspory na Pyrenejském poloostrově

## Partnerská města
- Bischwiller, Francie
- Glauchau, Německo
- Hódmezővásárhely, Maďarsko
- Jihlava, Česko
- Kežmarok, Slovensko
- Kupiškis, Litva
- Manevyči, Ukrajina
- Orzysz, Polsko
- Supraśl, Polsko

## Galerie

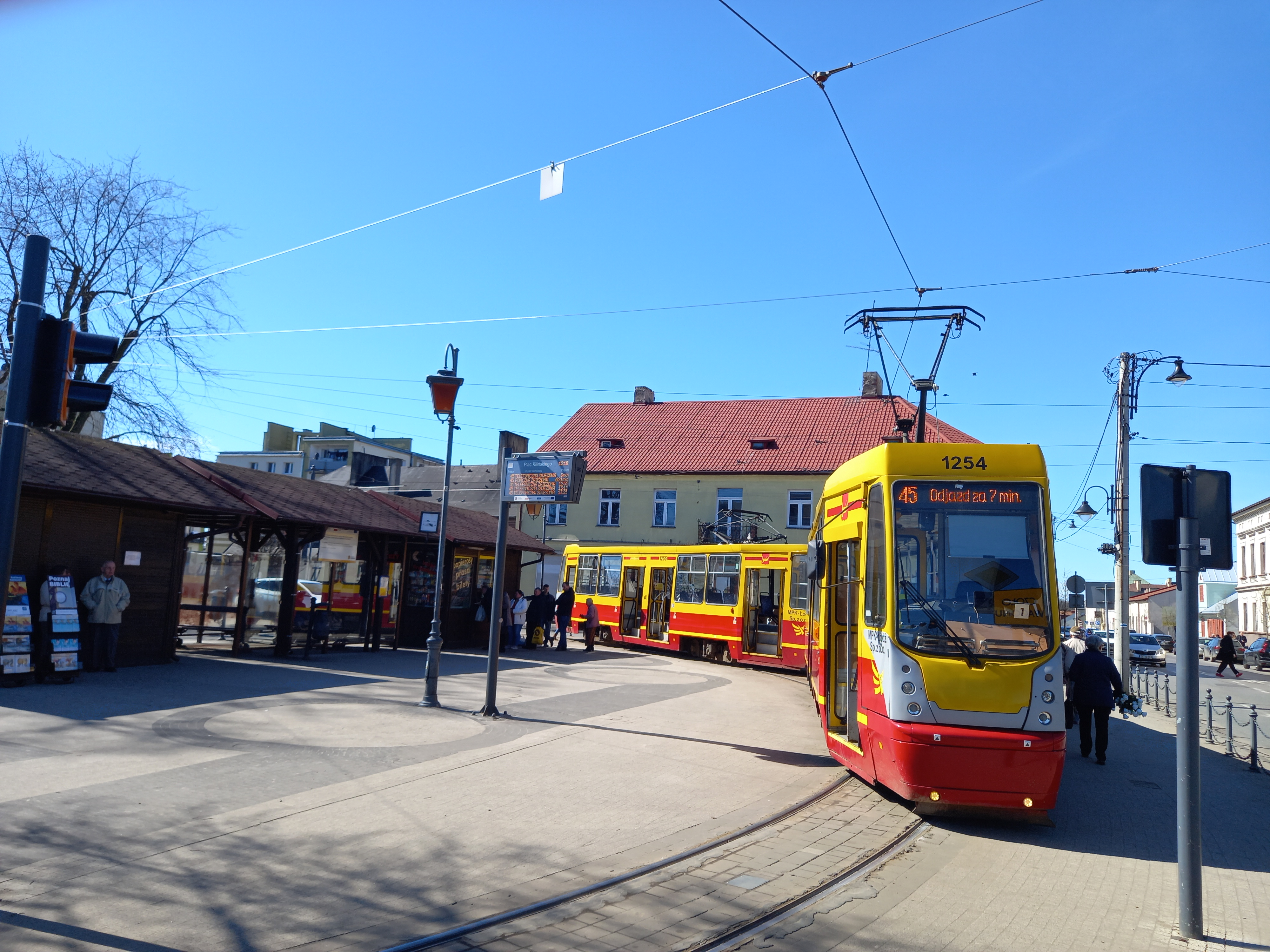
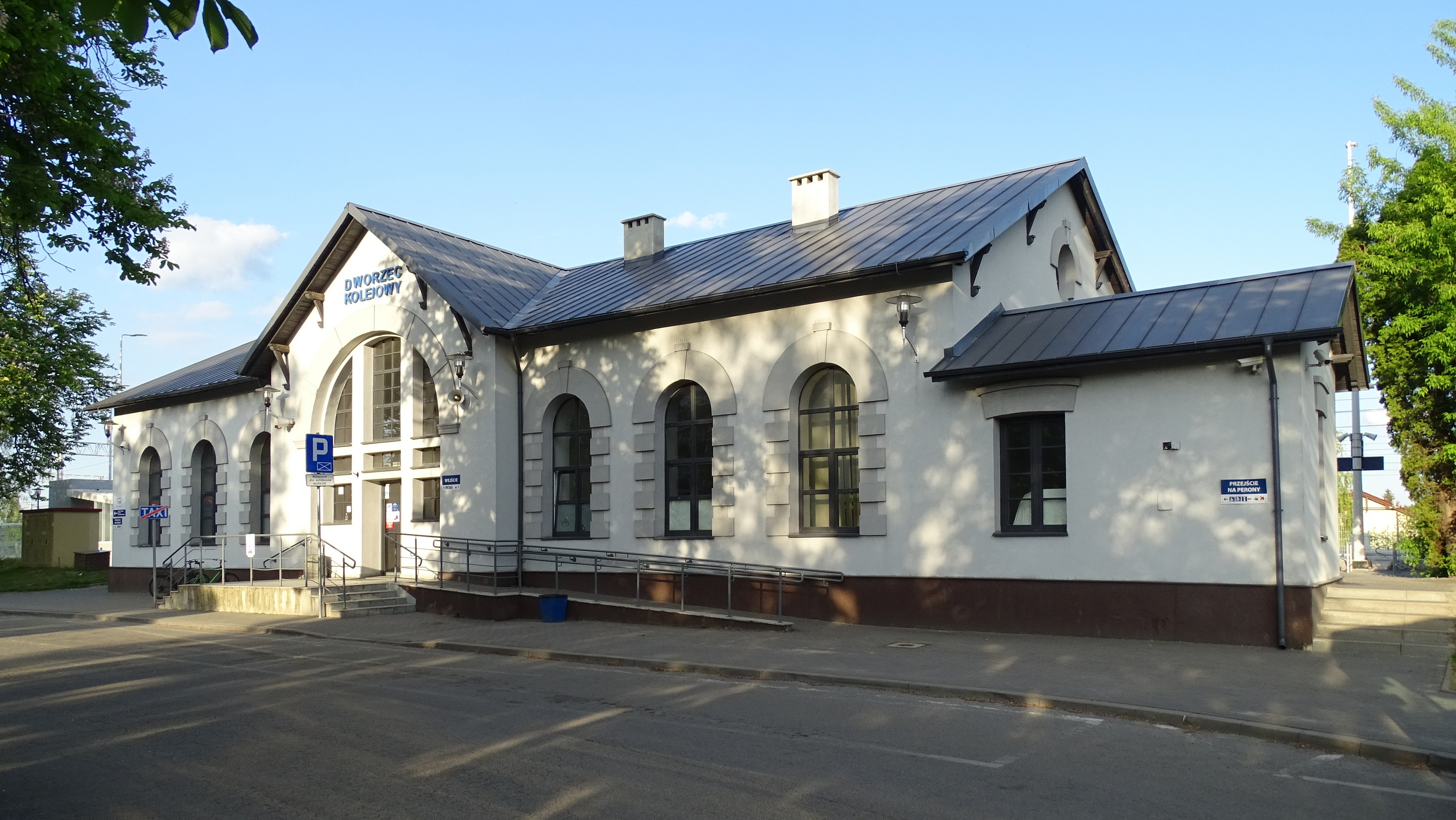
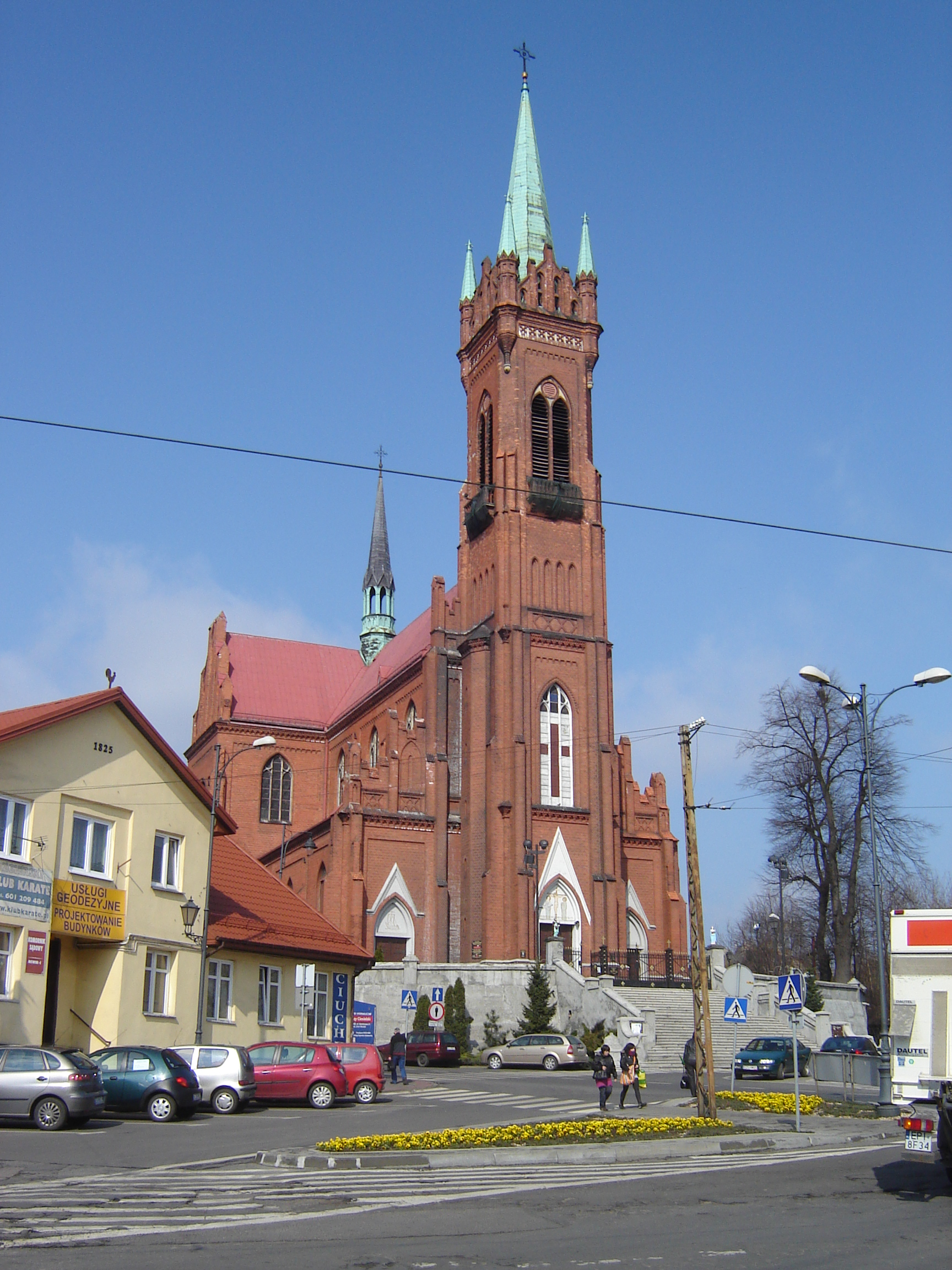
kostel sv. Kateřiny